# Dobronyi Tamás
Dobronyi Tamás (Budapest, 1979. –) Az Óbudai Egyetem címzetes egyetemi docense.A Corvinus Egyetem MSc és posztgraduális hallgatók innováció menedzsment tárgyának is vendégoktatója. CLB Packaging Kft. Kutatás-fejlesztési igazgatója. Papíripari igazságügyi szakértő.

## Életpályája
2001-ben könnyűipari mérnökként diplomázott a Budapesti Műszaki Főiskolán. 2004-ben a Budapesti Műszaki és Gazdaságtudományi Egyetem GTK karán menedzser, majd MBA fokozatot szerzett. Abszolválta az ELTE Európa-tanulmányok posztgraduális képzését.  2009-ben elvégezte a Harvard University Kennedy School of Government – Strategic Frameworks for Nonprofits Organizations felsővezetői programját, majd 2012-ben papíripari igazságügyi szakértővé vált. 2022 decemberében a Yale egyetem által szervezett Financial Market kurzust fejezte be.
Széles körű tudást szerzett klasztervezetés és szervezés témákban. 2004-ben menedzsere lett az Omnipack Első Magyar Csomagolástechnikai Klaszternek (akkreditált innovációs klaszter), 2008-ban alelnökévé választották a Magyar Klaszterek és Hálózatok Szövetségének. 2012-ben felelős vállalatok és intézmények összefogásával megalapította a Csend Hangja Klasztert (Weisz Fanni siket szépségkirálynő, modell és esélyegyenlőségi aktivista köré szerveződött CSR cégcsoportosulás). A Csend Hangja Klaszter olyan sikeres hazai kis és középvállalatokat fog össze, akik egyesítve CSR tevékenységükre szánt erőforrásaikat, közösen tevékenykednek a siket és egyéb fogyatékossággal élők helyzetének javításáért), majd az Okos Jövő Innovációs Klaszter elnöke lett rövidebb ideig. 2013-tól parlamenti gazdasági szakértőként is tevékenykedik.
2014-ben az 50 Példakép vállalkozó közé választották.
Tapasztalatait a Klasztermenedzsment Magyarország című könyv társszerzőjeként írta meg. 2014-ben szerzőtársaival a Clusters of Hungary from our perspective című könyvet is megjelentették.
A CLB Packaging Csomagolástechnikai Kft., volt Budafoki Kartongyár társtulajdonosa, a kutatás-fejlesztési tevékenységért felelős igazgatói posztot is betöltötte. A CLB Packaging Kft. a Csend Hangja Klaszter alapító tagja és menedzser szervezete.
2014. október 12-től Lepsény Nagyközségi Önkormányzatának alpolgármestere.
2019. október 28-től ismét Lepsény Nagyközségi Önkormányzatának alpolgármestere.
Projektvezető az alábbi Kutatás-fejlesztési projektetekben:
2020-1.1.2-PIACI-KFI-2020-00001 „Élelmiszerbiztonság és polcidő növelése - Cellulóz alapú termékek fejlesztése aktív és intelligens élelmiszer-csomagolástechnológiai alkalmazásokhoz” című projektjének megvalósítására
VEKOP-2.1.7-15-2016-00126 „Innovatív, költséghatékony papíralapú csomagolóanyag és csomagolóeszközök fejlesztése”
ED-16-2016-0009 „Speciális és innovatív papíripari fejlesztések, jövőbeni K + F projektek disszeminációja és műhelybeszélgetés a CLB Packaging (volt Budafoki kartongyár) területén”
2018-1.1.1-MKI-2018-00003 „Innovatív indikációs papírtermékek - Biológiailag reszponzív anyagok előállítása cellulózból”
KMOP-1.1.4-09-2009-0097 „Új biztonság, új kihívások a csomagolástechnikában - Különböző típusú gyógyszeripari és fogyasztói csomagolóanyagok BRAILLE írással történő ellátása, valamint hamisítás elleni védelem nyomdai jelöléstechnikai módszerek alkalmazásának fejlesztése”
KMOP-2011-1.1.4/A/A-2011-0040 „Különböző környezetbarát papíripari bevonó és adalékanyagok fejlesztése, valamint nyomtatott kartontermékek modern bemintázási technikáinak bevezetése a CLB Packaging Kft.-nél”
FP7-REGIONS-2012-2013-1 „Erőforrás-hatékonyság műanyagok kiváltásával bioműanyag alkalmazásokkal, különös tekintettel a csomagolóiparban”